# 1408
Cette page concerne l'année 1408  du calendrier julien. Pour l'année 1408 av. J.-C., voir 1408 av. J.-C.  Pour le film, voir Chambre 1408.
L'année 1408 est une année bissextile qui commence un dimanche.

## Événements
- 20 avril : Kara Yusuf, de retour d’Égypte, vainc et tue Miran Shah, fils aliéné de Tamerlan et gouverneur d’Azerbaïdjan, et restaure le royaume des Kara Koyunlu. Il conquiert l’Arménie et son frère Iskandar en est proclamé souverain sous le nom de Chah i Armen[1].
- 31 mai[2] : au Japon, gouvernement personnel du shogun Yoshimochi Ashikaga à la mort de son père Yoshimitsu Ashikaga (fin en 1428).
- 16 septembre : un mariage à l'église de Hvalsey est mentionné sur le dernier document concernant les colonies scandinaves du Groenland[3]. Par la suite, le contact est perdu avec le Groenland scandinave, même si on suppose que la colonie orientale a subsisté jusque dans les années 1450, voire encore plus tard.

### Europe
- 17 février, Arras : la chancellerie de Bourgogne lance un manifeste démontrant que la France ne pouvait être sauvée que par le meurtre du duc Louis d'Orléans[4].
- 28 février : Jean sans Peur rentre triomphalement dans Paris[5].
- 8 mars : un docteur en Sorbonne, Jean Petit, justifie le meurtre de Louis d'Orléans, rangé au rang des tyrans et des adeptes en sorcellerie ! Jean sans Peur, duc de Bourgogne, peut ensuite avouer tranquillement son crime. Le lendemain, le roi signe des lettres de grâce pour le duc. La guerre entre Armagnacs (parti des nobles dirigés par le comte d’Armagnac) et Bourguignons (parti populaire, très fort dans les villes) commence[5].
- 25 avril : siège de Rome[6]. Le roi de Naples Ladislas le Magnanime, qui tente de conquérir l’Italie, prend Rome.
- 11 mai : à Prague, un professeur de l’université, Mathias de Knin, est accusé de propager l’hérésie de John Wyclif. Il s’en tire avec l’abjuration[7].
- 16 juin : l’archevêque de Prague ordonne que ceux qui possèdent des ouvrages de Wyclif les livrent immédiatement aux autorités[8]. Jean Hus résigne ses fonctions de prédicateur synodal.
- 24 juin, Livourne : convocation du concile de Pise pour résoudre le Grand Schisme d'Occident[9].
- 23 septembre : le duc de Bourgogne Jean sans Peur écrase les Liégeois révoltés à la bataille d'Othée à la suite de leur révolte contre Jean III de Bavière (1375 - 1425), prince-évêque de Liège de 1390 à 1418[10].
- 13 novembre : l’île de Gotland passe sous souveraineté danoise (fin en 1645)[11].
- 15 novembre : un concile général, convoqué par le pape Benoît XIII le 15 juin précédent, s'ouvre à Perpignan pour résoudre le Grand Schisme[12].
- 13 décembre[13] : Sigismond de Hongrie organise l’ordre du Dragon, regroupant autour de lui vingt-quatre des principaux barons, comme Garai, Cillei, le despote serbe Stefan Lazarević et le financier florentin Filippo Scolari, dit Pipo Ozorai. Sigismond se proclame primus inter pares. La haute noblesse demeure ainsi l’élément essentiel de la vie du royaume. De nouvelles familles apparaissent, tels les Perényi, les Széchényi, les Bethlen et les Hunyadi, qui gouvernent pendant les nombreuses absences du roi.
- Décembre :
  - Paix russo-lituanienne ou paix d'Ugra. Vassili Ier de Russie s’entend avec Vitovt de Lituanie pour fixer la frontière sur l’Ougra[14]. De nombreux prince apanagés des provinces occidentales transfèrent leur allégeance du grand-duc de Lituanie au grand-prince de Moscou, en raison de sa nouvelle puissance.
  - Edigu, chef de la Horde Nogaï, exige le tribut des Russes, incendie Nijni Novgorod et Gorodets, marche vers Moscou puis se retire sous de vagues promesses d’obédience[1].

- Les Turcs dévastent la région de Metlika en Slovénie[15].
- Venise interdit les sorties de blé en dehors de l’Adriatique[16].

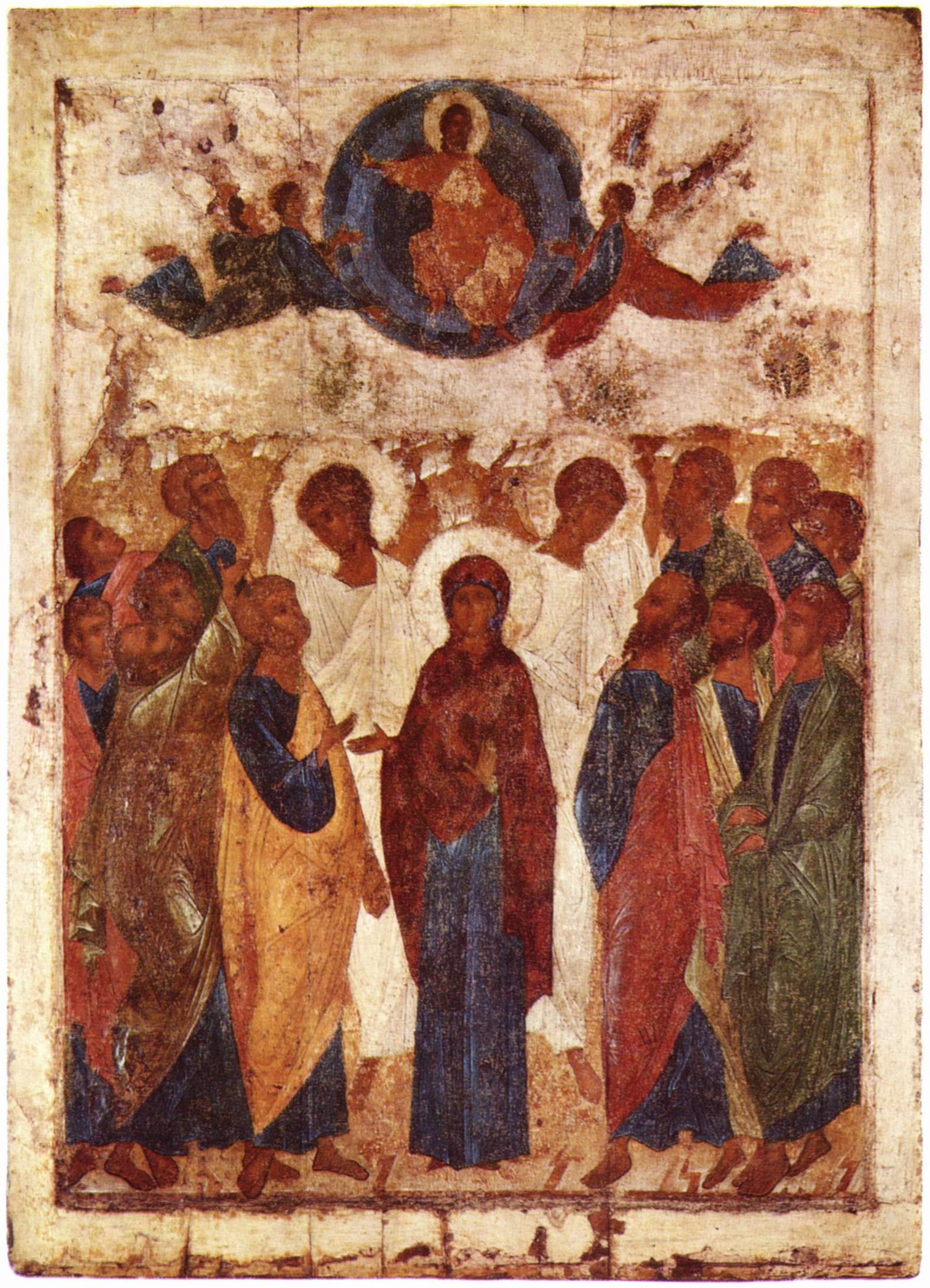
Ascension du Christ, icône d'Andreï Roublev